# Малинверни, Стефано
Стефано Малинверни (итал. Stefano Malinverni; 14 мая 1959, Чинизелло-Бальзамо, Ломбардия — 19 июня 2024, Милан) — итальянский спринтер, призёр чемпионатов Европы, победитель кубка Европы, бронзовый призёр летних Олимпийских игр 1980 года в Москве.
На Олимпиаде в Москве Малинверни участвовал в беге на 400 метров и эстафете 4×400 метров. В первой дисциплине Малинверни выбыл из борьбы на стадии предварительных забегов. В эстафете сборная Италии в составе Стефано Малинверни, Роберто Тоцци, Мауро Дзулиани и Пьетро Меннеа заняла третье место с результатом 3.04,54 с, пропустив вперёд команды СССР (3.01,08) и ГДР (3.01,26).
Умер 19 июня 2024 года в Милане в возрасте 65 лет.